# Manny Martínez
Manny Martínez (Nueva Jersey, 1954-16 de diciembre de 2023) fue un baterista estadounidense, el primero de la banda de horror punk The Misfits.

## Biografía
Oriundo de Lodi, Nueva Jersey, donde fue baterista para varias bandas locales antes de unirse al proyecto musical de Glenn Danzig en enero de 1977. Después de dos meses de ensayos, Manny introdujo a la banda a su amigo Gerald Caiafa (que luego sería conocido como Jerry Only) para tocar el bajo completando de esta manera la primera alineación de la mítica banda.
El estilo jazzero de Manny en la batería solo puede escucharse en el primer sencillo de la banda, Cough/Cool, ya que para finales de 1977, después de unos pocos conciertos, Manny fue sacado y reemplazado por Jim Catania (Mr. Jim), dada su falta de compromiso con la banda.
Falleció el 16 de diciembre de 2023 a los 69 años.